# 東寧府
東寧府（とうねい-ふ）は、元が平壌に設置した植民地。双城総管府と共に高麗に対する支配の拠点とされた。

## 沿革
1269年（至元6年）10月、崔坦、韓慎、李延齢、桂文庇、玄孝哲ら親元派が反元派である林衍の排除を口実に反乱を起こし高麗北西部の府、州、県、鎮60城を以って元朝に降伏した。翌年元朝は旧西府に東寧府を設置、慈悲嶺（現在の北朝鮮黄海北道鳳山郡東部）を境界とし遼陽行省に帰属、崔坦を総管に任命した。
1276年（至元13年）、東寧府は東寧路に昇格された。この昇格に関しては『高麗史』にはその記載が見られず、また1276年（忠烈王2年）8月及び1278年（忠烈王4年）2月の条に「東寧府」の記載が見られることから、間もなく東寧府に改称されたものと推察される。
その後元朝と高麗の間の宗藩関係は強化され、1290年（至元27年）7月に東寧府は廃止となり、管轄区域は高麗に移管され、20年にわたり設置された東寧府は廃止された。

## 元末の記録
『高麗史』には1364年（元正24年/恭愍王13年）正月条や1369年（洪武2年/恭愍王18年）11月条、1370年（洪武3年/恭愍王19年）正月条のように、元末に再び東寧府が設置された記録が残されている。ただし中国側の史料には1290年以降の東寧府の使用例はなく、元末になり『高麗史』に突然登場するものである。
これに対しては1290年に東寧府は廃止とされず遼寧地区に移転したとする説と、1290年に廃止されたが元末の混乱期に再設置されたという説が示されている。